# Liste des incidents en mer Noire impliquant la Russie et l'Ukraine
 (avril 2023).
Cet article présente une liste des incidents en mer Noire impliquant la Russie et l'Ukraine.  Cette liste débute en 2003, avec le conflit de l'île de Touzla, suivi par l'annexion de la Crimée par la fédération de Russie en 2014 dans le cadre de la guerre russo-ukrainienne.

## 2003
La Russie a construit un barrage de la péninsule de Taman vers l'île de Touzia pour faire revivre la péninsule érodée sans aucune consultation préalable avec les autorités gouvernementales ukrainiennes. Après que la construction du barrage de 3,8 kilomètres a été suspendue au point exact de la frontière russo-ukrainienne, la distance entre le barrage et l'île de Touzia est de 1 200 mètres. La construction du barrage a entraîné l'augmentation de l'intensité du courant dans le détroit et la détérioration de l'île. Pour éviter la détérioration, le gouvernement ukrainien a financé des travaux de terrassement pour approfondir le lit du détroit.
La raison de ces travaux au sol était d'empêcher les navires russes d'avoir à payer un péage à l'Ukraine pour avoir traversé le détroit de Kertch, qui est alors considéré comme eaux territoriales de l'Ukraine.
Fin 2003, les différends sur le droit de passage ont été résolus par un accord bilatéral sur la coopération dans l'utilisation de la mer d'Azov et du détroit de Kertch, qui a fait de ces masses d'eau partagées les eaux intérieures des deux pays. Les tensions s'achèvent en 2014 après l'annexion de la péninsule de Crimée par la Russie.

## 2015
Le 3 juin 2015, la frégate ukrainienne Hetman Sahaydachniy détecte la frégate russe Ladny, en mission de reconnaissance près des eaux territoriales de l'Ukraine. De plus, le navire était sur le point d'interférer avec la navigation dans la région. La marine ukrainienne mobilise alors le cotre Pryluky et le dragueur de mines portuaire Henichensk, un hélicoptère Mi-14, et le cotre Mykolaïv des garde-frontières maritimes. Le Ladny est contraint d'annuler les opérations et de rentrer.

## 2017
Le 27 janvier 2017, le navire de soutien à la plongée ukrainien Pochaïv est touché par des tirs de tireurs d'élite depuis la plate-forme de forage de Tavrida, initialement exploitée par la Chernomorneftegaz, saisie par les forces russes en 2014.
Le 1er février 2017, un avion de transport An-26 de la marine ukrainienne essuie des tirs d'armes légères de la part de militaires russes, stationnés sur une foreuse, alors qu'il survolait le champ gazier d'Odessa en mer Noire. Ce champ gazier est situé dans la zone économique exclusive de l'Ukraine, et non au large de la péninsule de Crimée, qui fait également partie de la ZEE ukrainienne. Bien que la plate-forme en question n'ait pas été nommée, elle faisait partie de celles volées par les forces russes au lendemain de l'annexion de la Crimée. Selon l'armée ukrainienne, l'avion effectuait un vol d'entraînement et a été touché par des obus de petit calibre.

## 2018
Le 21 septembre 2018, un chasseur russe Su-27, du territoire de Crimée occupé par la Russie, s'approche dangereusement à distance d'un avion de transport militaire An-26 des forces navales ukrainiennes, exécutant une tâche planifiée au-dessus de la mer Noire. Le 25 septembre, lors de l'exercice Volia-2018, impliquant le commandement et d'état-major stratégiques ukrainiens, un avion de chasse russe Su-27 effectue un survol dangereux au-dessus des navires de guerre ukrainiens.

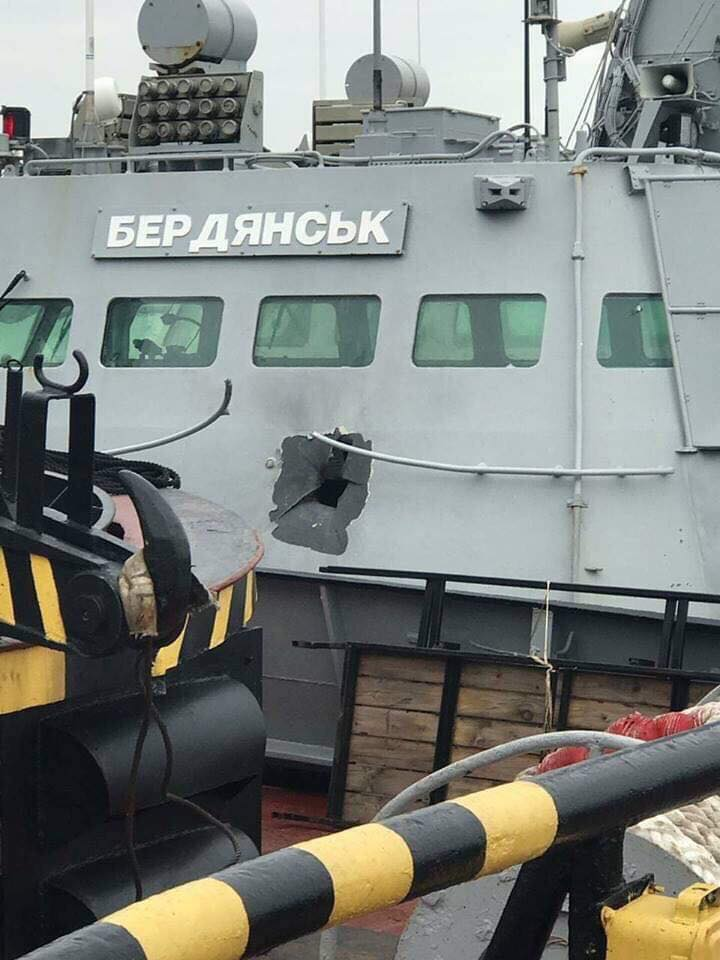
Le BK-02 Berdiansk après sa capture, avec un trou dans la timonerie.

Le 25 novembre 2018, trois navires de la marine ukrainienne qui tentaient de se redéployer du port d'Odessa sur la mer Noire vers le port de Berdiansk sur la mer d'Azov ont été endommagés et capturés par le service de sécurité russe du FSB lors de l'incident du détroit de Kertch,.

## 2019
À l'été 2019, la Russie bloque de nombreuses zones sans avoir déposé de telles demandes au préalable, interrompant ainsi la navigation et bloquant presque la navigation internationale à destination et en provenance de la Géorgie, de la Bulgarie, de la Roumanie et de l'Ukraine. Le 24 juillet, la Russie bloque 120 000 kilomètres carrés, soit près de 25 % de toute la surface de la mer Noire.
Le 10 juillet 2019 vers 8 heures, malgré une notification côtière destinée aux marins concernant la fermeture de la zone pour la conduite de l'exercice international Sea Breeze 2019, le destroyer Smetlivy, un navire de la flotte russe de la mer Noire, est entré dans une zone fermée à la navigation, où des tirs pratiques d'artillerie navale ont été menés par un groupe naval d'une coalition internationale, provoquant ainsi une situation dangereuse.
En août 2019, le petit navire de reconnaissance de la marine ukrainienne Pereyaslav reçoit un avertissement par radio d'un navire de la marine russe, alors qu'il voyage en Géorgie pour participer à l'exercice Agile Spirit 2019 et qu'il se trouve dans des eaux neutres. Les Russes avertissent que les Ukrainiens doivent faire demi-tour car la zone a été bloquée. Les coordinateurs internationaux ne confirment pas ce fait, de sorte que le capitaine du Pereyaslav décide de maintenir le navire sur sa route d'origine. Peu après, le Kasimov, une grande corvette anti-sous-marine russe (Project 1124M/Classe Grisha IV), a été repéré près du navire ukrainien. Le comportement agressif de la corvette russe n'a cessé que lorsqu'un avion de reconnaissance turc est arrivé près du Pereyaslav. Cet incident a été filmé par une équipe ukrainienne de journalistes militaires dans le cadre de la délégation ukrainienne participant à Agile Spirit 2019.
Le 14 novembre 2019, lors de la troisième conférence internationale sur la sécurité maritime, à Odessa, le commandant de la marine ukrainienne, l'amiral Ihor Voronchenko, déclare qu'un Tu-22M3 russe a été observé simulant le lancement d'une frappe de missile sur cette ville côtière, Voronchenko ajoutant que des bombardiers russes avaient fait plusieurs tentatives similaires lors d'exercices le 10 juillet, menant une frappe aérienne virtuelle à 60 kilomètres d'Odessa.